# اختبار المذنب
اختبار المذنب

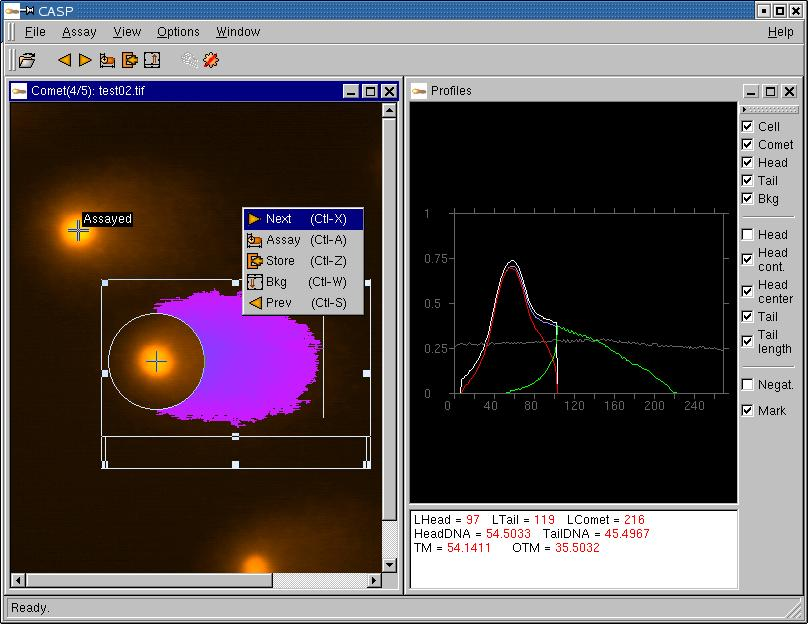

رحلان كهربي هلامي لخلية واحدة (المعروف أيضا باسم اختبار المذنب) هي تقنية غير معقدة وحساسة للكشف عن أضرار الحمض النووي على مستوى فردي للخلية الحقيقية النواة. وكان أول من وصف الاختبار هو سينغ وآخرون في عام 1988. ومنذ ذلك الحين اكتسب هذا الاختبار شعبية قياسية كتقنية للحمض النووي لتقييم الاضرار/إصلاح، والرصد الحيوي وتجارب السمية الجينية. وهو يشتمل على تغليف الخلايا في اغاروز منخفض ذو درجة ذوبان منخفضة وثم تحلل الخلايا في ظروف معتدلة أو قاعدية (pH>13)و بعدها إجراء الرحلان الكهربائي.و بعد ذلك يحلل الدنا المصبغ لتحديد الضرر به.هذا ويمكن أن يقوم بهذه الطريقة يدويا أو اوتوماتيكيا بواسطة برنامج على الحاسوب.